# Хроника и деяния князей или правителей польских
Хроника и деяния князей или правителей польских (лат. Chronica et gesta ducum sive principum Polonorum), также известная как Хроника Галла Анонима или Польская хроника (пол. Kronika Polska или Kronika Anonima tak zwanego Galla, лат. Chronica Polonorum или Gesta principum Polonorum) — средневековая латинская хроника типа «деяния» (лат. gesta), написанная неизвестным автором в 1107—1113 годах или в 1112—1118 годах. Первая хроника на латинском языке, в которой последовательно и полно изложена история Польши.

## Описание
Хроника разделена на три книги. Первая книга повествует об истории Польши с древних времён до 1086 года (рождение Болеслава III). Книга состоит из письма, стихотворного эпилога, предисловия и 31 главы. Автор начинает повествование с письма, в котором он изъявляет преданность Мартину, архиепископу Гнезно, Симону (епископ Плоцка, 1102—1129), Павлу (епископ Познани), Мавру (епископ Кракова) и Жирославу (епископ Вроцлава), после чего следует стихотворный эпилог и описание географии Польши. После этого автор излагает предысторию династии Пястов. Рассказывая об истории Польши вплоть до правления Мешко I, Галл Аноним опирается на устную славянскую традицию. Начиная же с правления Мешко I, Галл Аноним опирается уже на польские «рочники» — анналы, например, польские анналы XI века, восходящие, вероятно, к записям второй половины X века. Также предполагается, что Галл Аноним использовал в качестве источника житие Святого Войцеха, которое, вероятно, хранилось в княжеской канцелярии. Впрочем, само существование этого памятника подвергается сомнению.
Вторая книга рассказывает о жизни Болеслава с 1086 по 1109 года — о его молодых годах и начале правления. Данная книга состоит из 50 глав. Третья книга, состоящая из 26 глав, излагает историю правления с 1109 года и обрывается на 1113 году. Последним событием, описанным в хронике, является паломничество Болеслава Кривоустого в Секешфехервар (Венгерское королевство), произошедшее в 1112/1113 году. Предполагается, что Галл Аноним был свидетелем событий, описанных им в третьей книге событий. По всей видимости, некоторые фрагменты были вставлены в текст впоследствии, например, ссылка на потомков князя Померании Светобора в 29 главе второй книги: «… Святобор, потомки которого никогда не сохранили верности польским властителям.».
Точное время создания Хроники неизвестно. Предполагается, что хроника была написана либо в 1107—1113 годах, либо в 1112/13-1117/18 годах. По всей видимости, работа над хроникой была закончена до восстания Скарбимира (1117—1118 года).

## Рукописи
Оригинал до наших дней не сохранился. До наших дней дошло всего три списка, относящиеся к XIV—XV векам.
- Рукопись Замойских (пол. Rękopis Zamoyskich; лат. Codex Zamoyscianus) — самый ранний и, по всей видимости, самый полный список[11] из дошедших до нас. Данный список был создан в конце XIV века, вероятно, между 1380 и 1392 в Кракове[12]. До конца XV века список хранился в библиотеке семьи Ласких[11]. Впоследствии его владельцем стал Сендзивой, каноник собора Успения Пресвятой Девы Марии в Гнезно и друг историка Яна Длугоша, который пользовался именно этой рукописью при создании «Истории Польши»[11]. Позднее список попал в библиотеку семьи Замойских[11]. На данный момент список хранится в Национальной Библиотеке в Варшаве[11][10][13].
- Рукопись Сендзивоя (пол. Rękopis Sędziwoja; лат. Codex Czartoryscianus) — второй список, созданный между 1434 и 1439 годами, по другой версии — во второй половине XV века[11]. Список был создан на основе списка Замойских[13]. Вероятно, рукопись была создана для каноника Сендзивоя[13]. Ян Длугош использовал в своей «Истории Польши» и эту рукопись[11]. На данный момент этот список хранится в Библиотеке Чарторыйских в Кракове[13][10].
- Гейльсбергская рукопись (пол. Rękopis Heilsberski) — третий и самый поздний список, созданный между 1469 и 1471 годами[13]. Данный список был основан на более раннем списке, созданном в Кракове около 1330 года. Впоследствии он оказался в монастыре Лекно, откуда он попал в монастырь Тшемешно, где он находился до середины XVI века, когда попал в руки Мартина Кромера[14].
Гейльсбергская рукопись в период с середины XVI по XVIII век хранилась в прусском городе Ге́йльсберг (совр. Лидзбарк-Варминьски). В отличие от рукописи Замойских и рукописи Сендзивоя, в Гейльсбергской рукописи отсутствуют некоторые фрагменты. Например, главы 27 и 28 в первой книге[15], посвящённые епископу Станиславу, отсутствуют; на их месте находится житие святого Станислава. В третьей же книге вместо 26 глав имеется всего 15[11]. На данный момент рукопись хранится в Национальной Библиотеке в Варшаве[13].

### Издания
- 1749 — Kronika polska — опубликована Готфридом Ленгнихом
- 1864 — текст хроники в Monumenta Poloniae Historica, А. Беловский, Львов.
- 1923 — Anonim, tzw. Gall, Kronika Polska, пер. Роман Гродецкий, Национальная Библиотека, Краков.
- 1953 — перепечатка латынью — Кароль Малечиньский, Краков.
- 1965 — Gall Anonim, Kronika polska пер. Роман Гродецкий, национальный архив им. Оссолиньских, Национальная Библиотека, Вроцлав.

На русском
- Галл Аноним. Хроника и деяния князей или правителей польских. — М.: АН СССР, 1961.
- Галл Аноним. Хроника и деяния князей, или правителей, польских // Козьма Пражский, Галл Аноним. Чешская хроника. Хроника и деяния князей, или правителей, польских. — Рязань: Александрия, 2009. — С. 9—248. — ISBN 978-5-94460-082-0.

## Значимость «Хроники»
Рукопись появилась при дворе Болеслава Кривоустого. Её написал бенедиктинский монах Галл. Исследования указывают на то, что скорее всего он был венецианцем. Хроника описывает деяния династии Пястов. Состоит из трех частей: часть первая охватывает период от легендарных основателей польского государства до рождения Болеслава Кривоустого, часть вторая описывает юность Болеслава, до 1108, а часть третья (незаконченная) описывает правление Болеслава Кривоустого до 1114 года. Это последний год, описанный Галлом в его Хронике. Также в ней содержатся сведения о событиях, свидетелем которых был сам Галл.
Польская хроника считается одним из старейших памятников польской литературы. Написана на латыни, часто рифмована, местами содержит выдуманные сюжеты, такие как письма, прямая речь или песни. Имеет моралистский характер. Правдоподобность сведений, приведенных в хронике обычно не оспаривается, хотя Галл одни факты подробно описывает, а о других же умалчивает. Типичная фраза — «об этом долго рассказывать» — вызывает множество споров. Вероятно, подробное описание определенных событий могло быть не выгодно современному Галлу правителю, либо он сам не верил в их правдоподобность, либо информация была слишком скудна, так как о событии говорили неохотно. Скорее всего, автор написал хронику ради заработка, либо как благодарность за принятие его при дворе Кривоустого и опеку.